# José Raúl Mulino
José Raúl Mulino Quintero (David, 13 giugno 1959) è un politico e diplomatico panamense, Presidente della Repubblica di Panama dal luglio 2024.
È stato Ministro del Governo e della Giustizia dal 2009 al 2010 e Ministro della Pubblica Sicurezza dal 2010 al 2014 nel governo di Ricardo Martinelli. È stato viceministro e ministro degli esteri sotto il governo di Guillermo Endara. Dal 1994 al 1995 è stato membro del Consiglio nazionale per le relazioni estere e giudice sostituto della Sezione civile della Corte suprema di giustizia.
È stato posto in custodia cautelare per corruzione tra il 2015 e il 2016, prima di essere rilasciato per errori procedurali.
Si è candidato alle elezioni presidenziali panamensi del 2024, in sostituzione dell'ex presidente Ricardo Martinelli dopo la sua condanna per riciclaggio di denaro. Mulino era il candidato di Martinelli alla vicepresidenza, ma Martinelli fu dichiarato ineleggibile. Di conseguenza, Martinelli sostenne Mulino e il partito Realizando Metas nominò quest'ultimo.

## Biografia
José Raúl Mulino Quintero è nato il 13 giugno 1959 a David, nella provincia di Chiriquí. È il figlio del politico e governatore di questa provincia, José Mulino Rovira, e della donna d'affari Nelly Quintero de Mulino, così come il fratello del diplomatico José Javier Mulino.
Ha ricevuto l'educazione primaria e secondaria presso la Scuola San Vicente de Paul, a David, Chiriquí. Ha conseguito un Bachelor of Science and Letters presso l'università. Ha poi studiato giurisprudenza e scienze politiche presso l'Università Cattolica di Santa María La Antigua, laureandosi nel 1982. L'anno successivo ha conseguito un master in diritto marittimo presso la Tulane University.
Dopo la laurea in giurisprudenza, si è dedicato alla libera professione nel campo del diritto marittimo e, nel 1988, è diventato uno dei soci fondatori dello studio legale Fábrega, Molino y Mulino. Fu in questo periodo che iniziò la sua campagna contro la dittatura militare di Manuel Noriega, come rappresentante di varie associazioni professionali.